# EMI Studios
EMI Studios, under några är känd som  Baggpipe Studios och numera Immersive Studios är en musikstudio i Skärmarbrink på Palandergatan. Huset byggdes 1939 och ritades av arkitekten Sture Frölén. 
Från början fanns där en biograf som gick under namnet Kaza. Biografen i sig ritades av Olof Petterson.
Ett rullskridskodiskotek fanns även beläget i lokalen från mitten av 50-talet och en bit in på 60-talet. 1969 flyttade skivbolaget EMI in i byggnaden. Entrén byggdes om, och man bytte ut vissa dörrar till fönster. 
1974 skedde en ny ombyggnad då det tidigare hade varit både konditori och damfrisering, men som nu blev kontrollrum. Återstående skyltfönster sattes igen, och studion började få sin egen prägel.

## Studion
Många artister har spelat in i studion genom åren. Nedan följer ett urval.

- Abba
- After Dark
- Ainbusk
- Efva Attling
- Alexander Bard
- Anders Berglund
- Beyoncé
- Bo Kaspers Orkester
- Anna Book
- Boppers
- Robert Broberg
- Eva Dahlgren
- Amy Diamond
- Thomas Di Leva
- Lisa Ekdahl
- Eldkvarn
- Jessica Folcker
- Marie Fredriksson
- Eric Gadd
- Claes af Geijerstam
- Gyllene Tider
- Hasse och Tage
- Peter Jöback
- Tommy Körberg
- Lady Gaga
- The Latin Kings
- Lill-Babs
- Lill Lindfors
- Jennifer Lopez
- Ulf Lundell
- Anders Lundin
- Anni-Frid Lyngstad
- Markoolio
- Sanna Nielsen
- Nordman
- Orup
- Charlotte Perrelli
- Petter
- Lena Philipsson
- Georg Riedel
- Robyn
- Pugh Rogefeldt
- Roxette
- Eric Saade
- Björn Skifs
- Thore Skogman
- Britney Spears
- Cat Stevens
- Niklas Strömstedt
- Bo Sundström
- Sven-Ingvars
- Evert Taube
- Sven-Bertil Taube
- Thorleifs
- Svante Thuresson
- Thåström
- Owe Thörnqvist
- Magnus Uggla
- Cornelis Vreeswijk
- Robert Wells
- Jerry Williams
- Monica Zetterlund
- Cajsa Stina Åkerström